# Raoul Clainchard
Raoul Clainchard, né le 26 août 1920 à Strasbourg et mort le 26 avril 1945 à la prison de Hameln, est un résistant français pendant la Seconde Guerre mondiale. Membre du groupe du docteur Charles Bareiss, il est arrêté par la Gestapo et meurt en déportation, peu après sa libération par les Américains.

## Biographie
Raoul Clainchard est le fils de Jacques Marie Clainchard, commerçant à Strasbourg et de Marie Ulrich, son épouse. Son père est président fondateur des « Bretons en Alsace ». Le jeune homme est un fervent catholique. Au début de la Seconde Guerre mondiale, il est évacué à Périgueux. Il revient le 5 août 1940 et travaille comme commercial dans l'entreprise de son père,,
À partir de l'hiver 1940-1941, il participe à l'aide aux prisonniers de guerre évadés. En 1941, il installe une imprimerie artisanale et produit des tracts et papillons aux couleurs française qu'il colle la nuit sur les vitrines des commerces et les murs de Strasbourg et peint également des slogans anti-nazis dans la ville,.
Dans la nuit du 13 au 14 juillet 1941, il décore le monument aux morts de la place de la République à Strasbourg.
En janvier 1942, il rejoint l'état-major du réseau de résistance dirigé par le docteur Charles Bareiss. Son père Jacques Marie appartient également à cette organisation,.
Le 17 juillet 1942, la Gestapo arrête Raoul Clainchard lors d'une opération visant les membres du réseau Bareiss. Le Reichskriegsgericht (« tribunal de guerre du Reich ») le condamne à mort le 10 mars 1943 pour intelligence avec l'ennemi, avec 12 de ses compagnons. Adolf Hitler suspend provisoirement l'exécution de la sentence le 15 août 1943, .
Il est transféré de la prison de Strasbourg vers celle de Bruchsal, puis à Siegburg. En novembre 1944, il est déporté à la prison de Hameln.
L'armée américaine le libère le 7 avril 1945, mais il décède le 26 avril 1945 des suites de la malnutrition et des mauvais traitements subis en détention. Son corps est rapatrié au cimetière du Polygone à Strasbourg le 3 novembre 1948,.

## Reconnaissance
Ses parents honorent sa mémoire en créant la Fondation Raoul Clainchard dont l'objectif est de venir en aide aux personnes handicapées. Depuis 1978, cette fondation finance les associations régionales œuvrant auprès d'enfants et d'adultes handicapés,.
Un centre pour enfants polyhandicapés à Strasbourg-Neuhof et une rue portent son nom,.

## Distinctions
Il est reconnu « « déporté résistant » » et « mort pour la France ».
- Médaille de la Résistance française avec rosette par décret du 25 avril 1946[5].